# Rubén Espinoza
Rubén Alberto Espinoza (Tomé, 1 juni 1961) is een voormalig profvoetballer uit Chili, die na zijn actieve loopbaan het trainersvak instapte. Hij speelde als middenvelder.

## Clubcarrière
Espinoza speelde zeventien jaar seizoenen clubvoetbal. Hij speelde in Chili en Mexico, en beëindigde zijn loopbaan in 1996 in de Verenigde Staten.

## Interlandcarrière
Espinoza speelde dertig officiële interlands voor Chili in de periode 1983-1991, en scoorde twee keer voor de nationale ploeg. Hij maakte zijn debuut in de vriendschappelijke uitwedstrijd tegen Brazilië (3-2) op 28 april 1983 in Rio de Janeiro, net als Luis Mosquera, Patricio Reyes en Marcelo Pacheco. Espinoza nam met Chili deel aan twee opeenvolgende edities van de Copa América (1983 en 1987).
| Interlanddoelpunten | Interlanddoelpunten | Interlanddoelpunten | Interlanddoelpunten | Interlanddoelpunten | Interlanddoelpunten | Interlanddoelpunten | Interlanddoelpunten |
| #                   | Datum               | Locatie             | Wedstrijd           | Goal(s)             | Score               | Uitslag             | Wedstrijd           |
| ------------------- | ------------------- | ------------------- | ------------------- | ------------------- | ------------------- | ------------------- | ------------------- |
| 1                   | 08/09/1983          | Santiago            | Chili – Venezuela   | 51'                 | 4 – 0               | 5 – 0               | Copa América        |
| 2                   | 25/10/1988          | Arica               | Chili – Peru        | 37'                 | 1 – 0               | 2 – 0               | Oefenduel           |
| 3                   | 01/11/1988          | Concepción          | Chili – Uruguay     | 89' (pen.)          | 1 – 1               | 1 – 1               | Oefenduel           |
| 4                   | 09/11/1988          | Montevideo          | Uruguay – Chili     | 89'                 | 3 – 1               | 3 – 1               | Oefenduel           |
| 5                   | 20/04/1989          | Santiago            | Chili – Argentinië  | 69' (pen.)          | 1 – 1               | 1 – 1               | Oefenduel           |

## Erelijst
Universidad Católica
- Primera División

1984, 1987
- Copa Chile

1983 (Copa Polla Gol), 1983 (Copa República), 1995
 Colo-Colo
- Primera División

1989, 1990
- Copa Chile

1989, 1990